# Henrique Mascarenhas
Pour les articles homonymes, voir Mascarenhas (homonymie).
Henrique Silva Mascarenhas, né en 2001, est un nageur angolais.

## Carrière
Henrique Mascarenhas remporte aux Championnats d'Afrique de natation 2021 à Accra la médaille de bronze sur 4 × 100 mètres quatre nages.